# Boris Klaiman
Boris Klaiman (in ebraico בוריס קליימן‎?; Vinnycja, 26 ottobre 1990) è un calciatore israeliano, portiere dell'Agrotikos Kastritsas.

## Carriera

### Club
Klaiman ha vestito la maglia dello Hapoel Kfar Saba, prima di essere messo sotto contratto dallo Hapoel Tel Aviv. Successivamente, è stato prestato al Maccabi Herzliya prima e allo Hapoel Kfar Saba poi, prima di ritornare allo Hapoel Tel Aviv.

### Nazionale
Klaiman è stato convocato nella nazionale israeliana Under-21 dal commissario tecnico Guy Luzon, in vista del campionato europeo di categoria 2013.